# Palló Imre (tanár)
Palló Imre (Nagyszentmiklós, Torontál vármegye, 1904. július 23. – 1981. január 23.) magyar tanár, újságíró, országgyűlési képviselő.

## Élete
1904-ben született Nagyszentmiklóson, római katolikus vallású családban, egyszerű földműves szülők tizenegyedik gyermekeként. 12 éves korától kezdve családfenntartóként kellett dolgoznia, 14 éves korától pedig saját magát tartotta fenn. 16 éves volt, amikor a térséget megszálló román hatóságok kiutasították a szülővárosából, sőt Kürtösön, az akkor újonnan kitűzött államhatáron még botbüntetést is mértek ki rá.
Fiatalon elemi iskolai tanítónak tanult, majd miután megszerezte az erre jogosító oklevelet, polgári iskolai tanárképző főiskolában tanult tovább. Már tanárjelölt korában – az egyik budapesti iparos tanonciskolánál működve – dicsérő oklevelet kapott a belügyminisztertől, nemzetnevelő munkájáért. Polgári iskolai tanári oklevelének megszerzését követően először elemi iskolai tanítónak választották meg a fővárosban, majd a Gyáli úti polgári iskolába nevezték ki, ahol kereken tíz évet dolgozott. Ez idő alatt a történelem tantárgy oktatására új, úttörő jellegű módszertant dolgozott ki, melyben kiemelt szerepet kapott a rajzolás is.
Az országos közéletbe 1936-tól kezdett bekapcsolódni: abban az évben csatlakozott a Nemzeti Fronthoz, és annak programjával igyekezett mandátumot szerezni a Bácskában. Később az Egyesült Nemzeti Szocialista Párt, gyakran használt másik nevén Nyilaskeresztes Front tagja lett, és ennek jelöltjeként az 1939-es általános választáson már országgyűlési képviselői mandátumot is szerzett, a párt Bács-Bodrog vármegyei listájáról. Jelentős volt a párt sajtóorgánumaiban kifejtett publicisztikai tevékenysége is. 1945-ben Argentínába emigrált.